# 問題解決実験における幻覚剤
問題解決実験における幻覚剤（もんだいかいけつじっけんにおけるげんかくざい、Psychedelic agents in creative problem-solving experiment）は、
環境的な支援を受けた上で幻覚剤を使用することが、専門的な問題の解決における能力を向上させることができるかを評価するために設計された研究である。能力の変化は、主観的な報告、質問票、得られた専門的な問題の答え、パーデュ創造性検査による精神測定データ、Miller Object Visualization、Witkins Embedded Figures Test によって測定される。この実験は幻覚剤の用途を探求する研究の一部であり、後に対照試験が行われるはずであったが、1966年にアメリカ食品医薬品局 (FDA) が違法な薬物使用に対する戦略として、ヒトの被験者での研究に一時停止を宣言したために、中断された。この実験については『パソコン創世「第3の神話」』に記されている。

## 方法
実際の実験の数週間前に予備実験が行われた。それは2つのセッションとそれぞれ4人の被験者からなる。それぞれのグループは研究員が選んだ2つの問題に取り組む。最初のグループは、電気工学、工学設計、工学技術管理、心理学の専門的な経験のある4人である。彼らは50マイクログラムのLSDを与えられた。次のグループは4人の研究技師であり、そのうち1人は機械学、残りは電子工学の経験があった。彼らは100ミリグラムのメスカリンを与えられた。両グループとも考えを豊富に生み出した。しかしファディマンによれば、セッションの結果が個人的な成果とならないことが、考えを実現する際に否定的な影響を与えた。これが実際の研究にて、それぞれの参加者が高い意欲を持っている個人的な専門的な問題に焦点を当てた理由である。
研究は1966年に、ウィリス・ハーマン、Robert H. McKim、Robert E. Mogar、ジェームズ・ファディマン、マイロン・ストラロフから成るチームによって、カリフォルニア州メロンパークの先進研究国際財団の施設で実施された。研究の参加者は、様々な職業に従事する27名の男性である。16人の技術者、1人の工学物理学者、2人の数学者、2人の建築家、1人の心理学者、1人の家具デザイナー、1人の商業芸術家、1人の営業部長、1人の人事部長。うち19人にはそれまで幻覚剤の体験はなかった。それぞれの参加者は、最低3か月に携わっている解決することを望んでいる職業上の問題を持ち寄るよう求められた。
サイケデリック体験において広く観察された特徴は、ドラッグ・セッションを能力向上のために用いることができるという仮説に対して、肯定的にも否定的にも影響を及ぼすようであった。そのため本研究は、機能亢進を最大限にしながらも、効果的に機能することを妨げるような影響を最小限にするように、準備されることが意図された。4人ずつに分けられた各グループの参加者は、実験の数日前の夜に顔を合わせた。彼らは自身の未解決の問題をグループに紹介した。1時間ほどの紙と鉛筆によるテストも実施された。実験のセッションの日のはじめに、参加者には硫酸メスカリン200ミリグラムが与えられた（神秘体験を起こす実験で用いられる量と比較して控えめな軽い量）。数時間リラックスした後、参加者には同様のテストが与えられた。テストの後、参加者は4時間にわたって選んだ問題に取り組んだ。作業を経て、グループはその体験について話し合い、それぞれが考え出した解決策を検討した。そして参加者は家に帰った。セッションから1週間以内に参加者は自身の体験についての主観的な報告を記した。それから6週間後、参加者は再び質問票に記入した。ここではセッション後の創造能力における影響や、セッション中に考え出された解決策が妥当だったか、反響はどうだったかということに焦点が絞られた。このデータは、2つの試験期間の結果を比較する精神測定データに追加された。

## 結果
実験で得られた解決策は以下である
- 振動ミクロトームの設計のための新たな手法
- 顧客が受け入れた商業施設の設計
- 太陽光の特徴を測定するための宇宙探査機実験
- 線形電子加速器のビームステアリング装置の設計
- 磁気テープレコーダーの工学的な改良
- 製造業者がモデル化し承諾した椅子のデザイン
- 消費者が受け入れたレターヘッドのデザイン
- NORゲート回路についての数学定理
- 家具シリーズのデザインの完成
- 有用とみなされた光子の新しい概念モデル
- 顧客に受け入れられた私的な住居の設計
- 医学的診断への応用として、干渉法を用いてヒトの身体の熱分布を検出する方法についての洞察

参加者はまた以下のような能力向上を体験したと報告した。抑制と不安が少ないこと、大きな文脈で問題を再構成する能力、観念形成が円滑かつ柔軟に行えること、視覚的なイメージと空想を想起する能力の増大、集中力の向上、外的過程と対象への共感性の向上、他者への共感の高まり、潜在意識化の情報を取り出しやすくなったこと、異なる概念のつながり、完成した解決策を思い浮かべることによる達成動機の高まり。

## 関連した研究
ハーマンとファディマンは実験の概要にて、鉄のカーテン（ソ連と欧米の壁）の両側で、世界中の様々な国で、幻覚剤を用いた特定の能力向上の実験が行われていることを記している。
スタッフォードとゴライトリーの著書『LSD—問題解決サイケデリック』（LSD — The Problem-Solving Psychedelic）は、海軍の研究に関わり、対潜水艦検出装置の設計のためにある男性が指揮するチームが5年以上成果を上げていないことについて記している。彼はLSDを用いた研究を行っている小さな研究財団に連絡した。
LSDによる状態の変化を制御する数回のセッションの後（どのようにはじめ、やめ、元に戻るか）、彼は設計の問題に関心を向けた。10分以内には、彼は探していた解決法を手にしていた。それ以来、この装置はアメリカの特許があり、海軍とその人員はその使用を訓練されている。
人類学者のジェレミー・ナービーは、アマゾンのシャーマニズムを専門としており、1999年に、3人の分子生物学者の通訳としてペルーのアマゾンに旅し、先住のシャーマンに指揮されたセッションにおけるビジョンにおいて、生物分子の情報を得ることができるかを調査した。ナービーはこの予備実験と、生物学者と先住民が知識を獲得する方法についてのやりとりを、その記事「シャーマンと科学者」に記している。
1991年に、デニス・カルーソは、世界中のコンピューター・グラフィックの専門家の大集会であるSIGGRAPHの取材を、『サンフランシスコ・エグザミナー』でのコンピューターのコラムに書いている。サンフランシスコに帰るまでに彼女が行った調査では、コンピューター・グラフィックの分野の専門家180人が幻覚剤を使った経験があると認め、その幻覚剤は彼らの仕事において重要だと語った。ラルフ・エイブラハムによる。
ジェームズ・ファディマンは通常の機能を改善するための幻覚剤のマイクロドージングの研究を行っている。マイクロ・ドーズ（Micro-dose、あるいは準知覚量）は LSD の10-20マイクログラムという（顕著に作用を感じる）閾値以下の用量を摂取することである。マイクロ・ドーズの目的は酩酊ではなく、通常の機能の向上である（ヌートロピック参照）。この研究では、被験者は約3日ごとに薬物を自己投与する。被験者は日常の職務や人間関係に影響がみられることを報告する。参加するボランティアには科学と芸術の専門家や学生が含まれる。これまでの報告では、一般に通常の機能を体験するが、集中力や創造性、感情的な明晰さが向上するほか、わずかに身体能力の強化も感じる。アルバート・ホフマンも、マイクロ・ドーズを知っており、幻覚剤における研究されていない領域だとみなしていた。
1930年代より、イボガインは、フランスでランバレネ (Lambarène) として、Tabernanthe manii という植物の抽出物が8ミリグラムの錠剤で販売されていた。通常、イボガ療法や儀式では、体重1キログラムあたり10から30ミリグラムの範囲で最大1000ミリグラムまで変動するので、8ミリグラムはマイクロ・ドーズと考えられる。 ランバレネは精神と身体の刺激薬として宣伝された。「抑うつ、無力、病後回復、感染症に。健康な人には、いつも以上の肉体的・精神的活動を」この薬は第二次世界大戦後の運動選手に評判を得たが、イボガイン含有製品の販売が1966年に禁止され市場から姿を消した。 1960年代の終わり、国際オリンピック委員会はドーピング剤としてイボガインを禁止した
。他の幻覚剤もまた、ドーピングのために同じように用いられていることが報告されている。
1948年、スイスの薬理学者ペーター・N・ウィットはクモに対する薬物の影響に関する研究を開始した。ウィットはアンフェタミンやメスカリン、ストリキニーネ、LSD、カフェインなど、多様な向精神薬をクモに対して試験した。いずれの薬物も摂取したクモが作るクモの巣の規則性を低下させた。例外はLSDを少量（0.1-0.3マイクログラム）投与した場合で、このときクモの巣の規則性は向上した。